# Резерв партиель де Пама (заповедник)

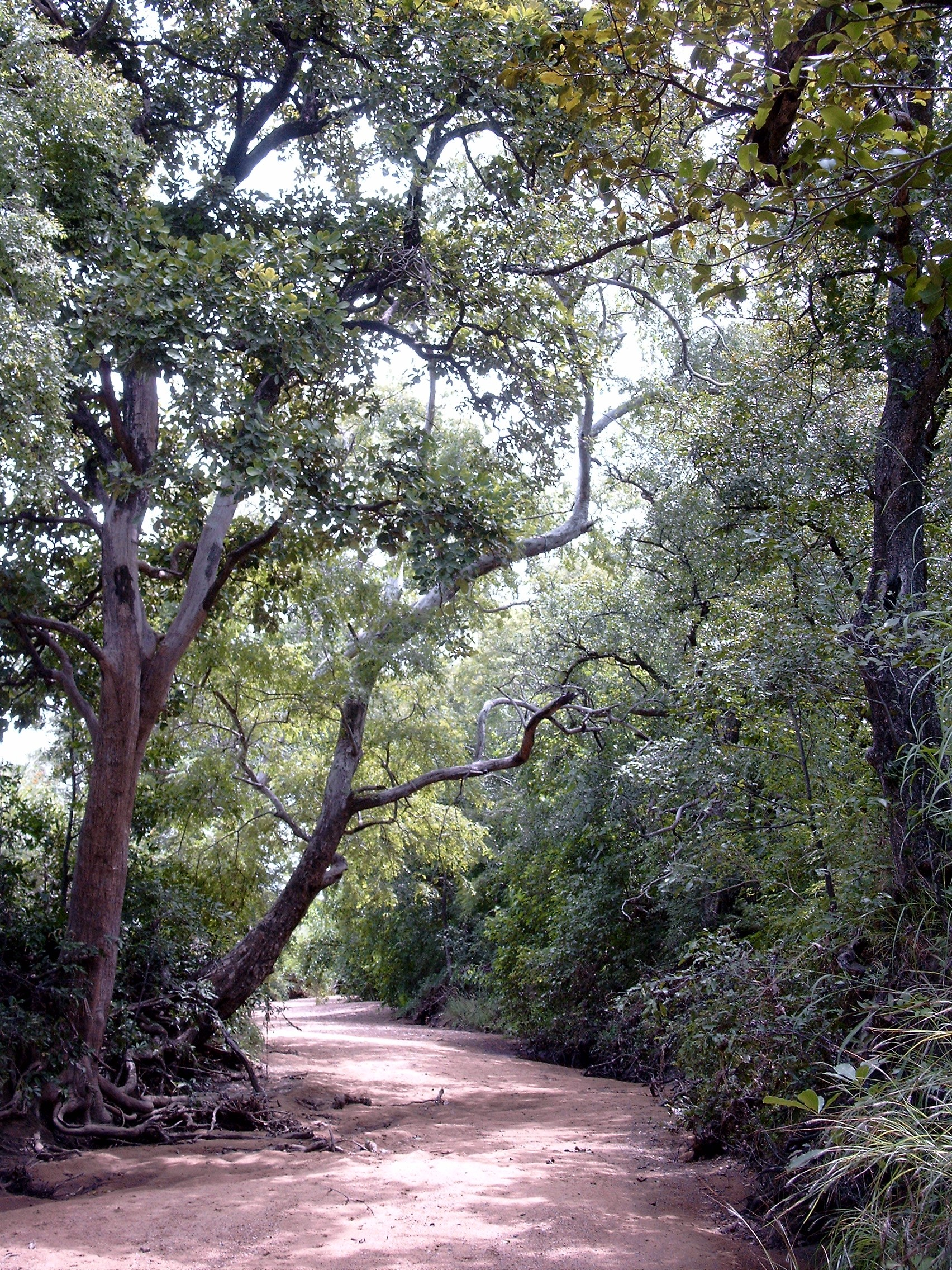

Резерв партиель де Пама (фр. Réserve partielle de Pama) — природный заповедник в Буркина-Фасо.
Резерв партиель де Пама был образован в 1955 году и находится на юго-востоке Буркина-Фасо. Занимает площадь в 2237 км². Восточной границей заповедника является река Сингу, отделяющая резерват де Пама от 2 других природных заповедников — Арли и Сингу. На юге ограничен рекой Пенджари, за которой, в Бенине, расположен национальный парк Пенджари.
В резервате де Пама сохраняются популяции слонов, бегемотов, львов, леопардов. Природный ландшафт — саванна с пышной растительностью. В заповеднике насчитывается более 450 видов растений, в первую очередь — семейства злаковых и бобовых. Ряд видов, встречающихся здесь, занесён в Красную книгу.